# الملعب البلدي برجيش
الملعب البلدي برجيش هو ملعب كرة قدم يقع في مدينة الرجيش بالجمهورية التونسية، يحتوي على ثلاثة آلاف مقعد.
ويستخدم هذا الملعب من طرف المستقبل الرياضي برجيش الذي ينشط في  الرابطة التونسية المحترفة الأولى لكرة القدم.